# Edinburgh North and Leith (circonscription du Parlement britannique)
 (juin 2016).
Si vous disposez d'ouvrages ou d'articles de référence ou si vous connaissez des sites web de qualité traitant du thème abordé ici, merci de compléter l'article en donnant les références utiles à sa vérifiabilité et en les liant à la section « Notes et références ».
Circonscription parlementaire de la Chambre des communes
Edinburgh North and Leith est une circonscription électorale britannique située en Écosse.